# Bauer Düsendienst
Die Bauer Düsendienst GmbH war ein deutscher Hersteller von Automobilen.

## Unternehmensgeschichte
Walter E. Bauer gründete 1966 das Unternehmen in Winnenden für Diesel-Einspritzpumpen-Service und Metallbearbeitung. 1983 begann die Produktion von Automobilen. Der Markenname lautete Bauer. 1989 endete die Produktion.

## Fahrzeuge
Ein Segment im Produktangebot waren Nachbildungen klassischer Automobile. Dazu gehörten AC Cobra, Bentley der 1930er Jahre, Bugatti Type 35, Mercedes-Benz SS, MG TD und Porsche 356 Speedster. Daneben standen Buggies im Angebot, die auf Fahrgestellen vom VW Käfer basierten. Alle Modelle wurden von VW-Motoren angetrieben.